# Estannita
La estannita es un mineral de la clase de los minerales sulfuros, y dentro de esta pertenece al llamado “grupo de la estannita”. Fue descubierta en 1797 en una mina de Cornualles, en Inglaterra (Reino Unido), siendo nombrada así del latín stannum, por su contenido en estaño. Sinónimos poco usados son: kassiterolamprita, volfsonita, pirita-estañosa o bolivianita.

## Características químicas
Es un sulfuro de cobre, hierro y estaño. El grupo de la estannita en que se encuadra son todos sulfuros o seleniuros de varios metales con sistema cristalino tetragonal.
Forma una serie de solución sólida con la kesterita (Cu2ZnSnS4), en la que la sustitución gradual del hierro por cinc va dando los distintos minerales de la serie. Es dimorfo de la ferrokesterita (Cu2(Fe,Zn)SnS4).
Además de los elementos de su fórmula, suele llevar como impurezas: plata, cinc, cadmio, indio y germanio.

## Formación y yacimientos
Aparece en vetas hidrotermales en yacimientos de minerales del estaño, donde se forma en una fase posterior y más fría que la casiterita. También aparece, más rara vez, en rocas pegmatitas.
Suele encontrarse asociado a otros minerales como: calcopirita, esfalerita, tetraedrita, arsenopirita, pirita, casiterita o wolframita.

## Usos
Se extrae en las minas como mena del metal de estaño.